# Melissa Elate
Melissa Elate de son vrai nom Melissa Kouamen, est une actrice, entrepreneure camerounaise née le 15 avril 1991 au Cameroun. Elle est originaire de  la région de l'Ouest du Cameroun.

## Biographie
Melissa Elate naît le 15 avril 1991 au Cameroun. Elle est l'ex épouse du cinéaste, réalisateur et producteur Camerounais Blaise Ntedju plus connu sous le nom de Blaise Option. Elle est actrice et productrice.

## Filmographie

### Séries
- 2024 : Ewusu de Françoise Ellong, actrice[3] ;
- 2023 : Sugar Daddy de Blaise Ntedju, actrice[4] ;
- 2023 : 12 Cas de Blaise Ntedju, productrice[5] ;
- 2022 : Ndinga de Blaise Ntedju, actrice, productrice[6] ;
- 2020 : Tourbillon de Blaise Ntedju, actrice[7] ;
- 2019 : Miel Amer de Blaise Ntedju, actrice[8].

### Films
- 2021: Pour le meilleur et non le pire de Blaise Ntedju, actrice et productrice[9] ;
- 2020 : Le Karma de la Tchiza de Blaise Ntedju, scénariste[10] ;
- 2019 : Mon Sang de Blaise Ntedju, actrice[11].